# WMI
Windows Management Instrumentation (WMI) — инструментарий управления операционной системой Windows. Это одна из базовых технологий для централизованного управления и слежения за работой различных частей компьютерной инфраструктуры под управлением платформы Windows.

## Обзор
Технология WMI — это расширенная и адаптированная под Windows реализация стандарта WBEM, принятого многими компаниями, в основе которого лежит идея создания универсального интерфейса мониторинга и управления различными системами и компонентами распределённой информационной среды предприятия с использованием объектно-ориентированных идеологий и протоколов HTML и XML.
В основе структуры данных в WBEM лежит Common Information Model (англ. CIM), реализующая объектно-ориентированный подход к представлению компонентов системы. CIM является расширяемой моделью, что позволяет программам, системам и драйверам добавлять в неё свои классы, объекты, методы и свойства.
WMI, основанный на CIM, также является открытой унифицированной системой интерфейсов доступа к любым параметрам операционной системы, устройствам и приложениям, которые функционируют в ней.
Важной особенностью WMI является то, что хранящиеся в нём объекты соответствуют динамическим ресурсам, то есть параметры этих ресурсов постоянно меняются, поэтому параметры таких объектов не хранятся постоянно, а создаются по запросу потребителя данных. Хранилище свойств объектов WMI называется репозиторием и расположено в системной папке операционной системы Windows:
```
%
SystemRoot%
\
System32
\
WBEM
\
Repository

```

## Классы, события и безопасностьWMI
Так как WMI построен по объектно-ориентированному принципу, то все данные операционной системы представлены в виде объектов, их свойств и методов.
Все классы группируются в пространства имён, которые иерархически упорядочены и логически связаны друг с другом по определённой технологии или области управления. В WMI имеется одно корневое пространство имён Root, которое в свою очередь имеет 4 подпространства: CIMv2, Default, Security и WMI.
Классы имеют свойства и методы и находятся в иерархической зависимости друг от друга, то есть классы-потомки могут наследовать или переопределять свойства классов-родителей, а также добавлять свои свойства.
Свойства классов используются для однозначной идентификации экземпляра класса и для описания состояния используемого ресурса. Обычно все свойства классов доступны только для чтения, хотя некоторые из них можно модифицировать определённым методом. Методы классов позволяют выполнить действия над управляемым ресурсом.
К каждому экземпляру класса можно обратиться по полному пути, который имеет следующую структуру:
```
[\\
ComputerName
\
NameSpace
][
:
ClassName
][
.
KeyProperty1
=
Value1
][
,
KeyProperty2
=
Value2
]
…
]

где

  
ComputerName
 
–
 
имя
 
компьютера

  
NameSpace
 
–
 
название
 
пространства
 
имен

  
ClassName
 
–
 
имя
 
класса

  
KeyProperty1
=
Value1
,
 
KeyProperty2
=
Value2
 
–
 
свойства
 
объекта
 
и
 
значение
 
по

    
которому
 
он
 
идентифицируется
.

```

Пример обращения к процессу с именем «Calc.exe», который запущен на локальной машине:
```
\\
.
\
CIMv2
:
Win32_Process
.
Name
=
"Calc.exe"

```

Экземпляры классов могут генерировать события, к которым можно подписываться. При наступлении события WMI автоматически создаёт экземпляр того класса, которому соответствует это событие. Такой механизм удобно использовать для выполнения определённой команды при наступлении определённого события, то есть следить за состоянием объектов операционной системы.
Общая безопасность в WMI реализуется на уровне операционной системы, а дополнительная политика безопасности основана на уровнях пространств имён и протокола DCOM. То есть если пользователь не имеет права делать какое-то действие через операционную систему, он не сможет это сделать и через WMI. Если же пользователю дано какое-то право в операционной системе, то это ещё не означает, что это право будет и в WMI, так как в WMI действуют дополнительные параметры безопасности на уровне пространств имен.
Каждый объект операционной системы имеет своё описание безопасности (англ. SD) со своим списком доступа (ACL), в котором перечислены идентификаторы пользователей (SID) и их привилегии. Каждое пространство имён может иметь собственное SD со своим ACL, где пользователям могут быть назначены разрешения на чтение данных, выполнение методов, запись классов и данных и другие. Данные о дополнительных разрешениях хранятся в репозитории WMI. Отдельные классы из пространств имён не имеют собственных описаний безопасности, они наследуют их от своего пространства имен.
По умолчанию администратор компьютера имеет полные права на использование WMI, а остальные пользователи могут лишь вызывать методы, считывать данные и записывать в репозиторий экземпляры классов провайдеров WMI.
Для доступа к инфраструктуре WMI используется протокол DCOM, через который пользователь подключается к WMI. Чтобы определить, какие права будут у подключившегося пользователя, используется механизмы олицетворения и аутентификации протокола DCOM.
Уровни олицетворения могут принимать следующие значения:
| Anonymous   | Анонимный     | WMI-объект не может получить информацию о пользователе — доступ по такому типу не предоставляется                                                                                   |
| Identify    | Идентификация | WMI-объект запрашивает маркер доступа пользователя — доступ предоставляется только локально                                                                                         |
| Impersonate | Олицетворение | WMI-объект имеет такие же права, какие имеет пользователь — рекомендуемый уровень для выполнения команд на удалённом компьютере                                                     |
| Delegate    | Делегирование | WMI-объект может обратиться от имени пользователя к другому WMI-объекту — нерекомендуемый уровень, так как команды можно выполнять удалённо через цепочку из нескольких компьютеров |

Уровни аутентификации (подлинности) могут принимать следующие значения:
| None         | Отсутствует        | Проверка подлинности отсутствует |
| Default      | По умолчанию       | Стандартные настройки безопасности, которые задаются компьютером-целью команды                                                         |
| Connect      | Подключение        | Проверка только во время подключения к компьютеру-цели команды, проверка в ходе работы отсутствует                                     |
| Call         | Вызов              | Проверка подлинности при каждом запросе к компьютеру-цели команды, заголовки пакетов подписываются, но содержимое не шифруется         |
| Pkt          | Пакет              | Проверка подлинности всех пакетов к компьютеру-цели команды, заголовки пакетов подписываются, но содержимое не шифруется               |
| PktIntegrity | Целостность пакета | Проверка подлинности и целостности всех пакетов к компьютеру-цели команды, заголовки пакетов подписываются, но содержимое не шифруется |
| PktPrivacy   | Секретность пакета | Проверка подлинности и целостности всех пакетов к компьютеру-цели команды, заголовки и содержимое пакетов подписываются и шифруются    |

## Средства работы сWMI
- wmimgmt.msc — оснастка консоли управления MMC для настройки WMI на локальном компьютере.[источник не указан 179 дней]
- winmgmt.exe — консольная утилита управления WMI локального компьютера.[источник не указан 179 дней]
- wbemtest.exe — графическая утилита для взаимодействия со структурой WMI на локальном или удаленном компьютере.[источник не указан 179 дней]

Для работы с WMI в Windows предусмотрены несколько программ командной строки:
- mofcomp.exe — компилятор файлов MOF, применяемый при создании или изменении MOF-файла: он компилирует MOF в двоичную форму и сохраняет двоичный код в репозитории WMI;
- smi2smir — преобразователь файлов SNMP MIB в файлы SMIR MOF (SMIR — аббревиатура для SNMP Module Information Repository[2]);
- winmgmt — программа службы WMI;
- wmiadap — консольная программа, получающая и преобразующая информацию о библиотеках производительности от Адаптера производительности WMI (англ. WMI Performance Adapter);
- wmic — консольная программа для работы с WMI на локальном компьютере или через сеть.

## Язык запросовWMI
Для обращения к объектам WMI используется специфический язык запросов WMI Query Language (WQL), который является одной из разновидностей SQL. Основное его отличие от ANSI SQL — это невозможность изменения данных, то есть с помощью WQL возможна лишь выборка данных с помощью команды SELECT. Помимо ограничений на работу с объектами, WQL не поддерживает SQL-операторы DISTINCT, JOIN, ORDER, GROUP и математические функции. Конструкции IS и NOT IS применяются только в сочетании с константой NULL.
Запросы WQL обычно применяются в скриптах, но их также можно протестировать в программе Wbemtest и в консольной утилите Wmic (утилита wmic не требует написания ключевого слова SELECT и полей выборки).